# Museo Laurel
El museo Laurel es un sitio histórico y cultural en Laurel (Maryland), Estados Unidos. Situado en la esquina noreste de las calles 9 y Main, el museo cuenta con exposiciones que resaltan la historia de Laurel y sus ciudadanos. Una tienda de regalos está disponible y la entrada al museo es gratuita. Los días permitidos para la entrada son los miércoles, viernes y domingo.
Presenta 2590 pies cuadrados y el edificio está construido con ladrillo y piedras. Anteriormente era una propiedad comercial, y antes de su abandono en la década de 1970 fue una casa de alquiler y depósito de almacenamiento. En 1985 el edificio fue adquirido por el Ayuntamiento de Laurel, desde el estado de Maryland.
El museo está gestionado por la Sociedad Histórica de Laurel, una organización educativa exenta de impuestos fundada originalmente como la Sociedad Horizon Laurel en 1976. La sociedad recibió el permiso para utilizar el edificio de la ciudad para un museo, con la adopción de una resolución emitida por el alcalde y el concejo municipal el 25 de febrero de 1991. El edificio se restauró entre 1993 y 1996, cuando se abrió a la público. La biblioteca del museo lleva el nombre de John Calder Brennan, un historiador local, quien murió tres meses antes de la apertura del museo.